# Mark Pollicott
Mark Pollicott (* 24. September 1959 in Nottingham) ist ein britischer Mathematiker, der sich mit Ergodentheorie und Dynamischen Systemen befasst mit Anwendungen in Geometrie, Analysis und Zahlentheorie.
Pollicott studierte an der  University of Warwick mit dem Bachelorabschluss in Physik 1981 und dem Masterabschluss in Mathematik 1982 und wurde dort 1984 bei William Parry promoviert (The Ruelle operator, zeta functions and the asymptotic distribution of closed orbits). Ab 1985 war er Lecturer an der University of Edinburgh, forschte 1988 bis 1992 am INIC in Porto und war ab 1992 Lecturer an der Universität Warwick, wo er 1995 Reader wurde. 1996 bis 2005 war er Fielden Professor für Reine Mathematik an der University of Manchester (wo er 1997/98 und 2001 bis 2004 der Fakultät für Reine Mathematik vorstand) und seit 2005 ist er Professor in Warwick.
1983 bewies er mit Parry ein Analogon des Primzahlsatzes für geschlossene Orbits bei hyperbolischen Flüssen. Ein Beweis dafür stammte schon von Grigori Margulis (1969), war aber nicht vollständig publiziert und verwendete keine dynamischen Zetafunktionen. Er bewies auch in Spezialfällen Sätze über den Fehlerterm der asymptotischen Verteilung der geschlossenen Orbits in Analogie zur Riemannschen Vermutung.
Er war Gastwissenschaftler am IHES (1984/85), am Institute for Advanced Study (1987/88), am Institut Fourier in Grenoble (1992), am MSRI (1988), am Isaac Newton Institute und 1990 Gastprofessor am Caltech. 1992 bis 1997 hatte er eine Royal Society University Fellowship und 1998/99 und 2007/8 war er Royal Society Leverhulme Trust Fellow. 2005 erhielt er einen Marie Curie Lehrstuhl der EU. 2014 war er Eingeladener Sprecher auf dem ICM in Seoul (Zeta functions for Anosov flows).
1994 bis 1997 und seit 2005 ist er Herausgeber von Ergodic Theory and Dynamical Systems.
Neben der britischen hat er die portugiesische Staatsbürgerschaft.

## Schriften
- mit Michiko Yuri: Dynamical Systems and Ergodic Theory, London Mathematical Society Student Text Series, Cambridge University Press 1998
- Lectures on ergodic theory and Pesin theory on compact manifolds, Cambridge University Press  1993
- mit William Parry: Zeta functions and the periodic orbit structure of hyperbolic dynamics, Société Mathématique de France, Asterisque, Band 187/188, 1990, S. 1–268
- mit Parry: An analogue of the prime number theorem for closed orbits of Axiom A flows, Annals of Mathematics, Band 118, 1983, S. 573–591
- On the rate of mixing of Axiom A flows, Inventiones Mathematicae, Band 81, 1985, S. 413–426
- The differential zeta function for Axiom A attractors, Annals of Mathematics, Band 131, 1990, S. 331–354
- Asymptotic distribution of closed geodesics, Israel J. Math., 52, 1985, 209–224
- mit Anatole Katok, G. Knieper, H. Weiss: Differentiability and analyticity of entropy for Anosov and geodesic flows, Inv. Math., 98, 1989, 581–597
- mit R. Sharp: Exponential error terms for growth functions on negatively curved surfaces, American J. Math., 120, 1998, 1019–1042
- mit R. Sharp: Orbit counting for some discrete groups acting on simply connected manifolds with negative curvature, Inv. Math., 117, 1994, 275–302
- Periodic orbits and Zeta functions, in Handbook of Dynamical Systems, Band 1A, Elsevier 2002, S. 409–452
- Dynamical zeta functions and closed orbits for geodesic and hyperbolic flows, in Pierre Cartier u. a. (Hrsg.) Frontiers in Number Theory, Physics and Geometry, Band 1, Springer Verlag 2006